# 미켈 뒤프렌
미켈 뒤프렌(Mikel Dufrenne, 1910년 2월 9일 우아즈주클레르몽 – 1995년 6월 10일 파리 (프랑스))은 프랑스의 철학자이자 미학자이다. 그는 실존주의의 저자로 알려져 있으며 특히 '미학적 경험의 현상학'(1953년, 프랑스어 원제 Phénoménologie de l'expérience esthétique)으로 잘 알려져 있다.
그는 폴 리쾨르와 함께 포로수용소에 수감되어 있는 동안 카를 야스퍼스의 작품을 접했다. 뒤프렌과 리쾨르는 나중에 야스퍼스에 관한 책을 공동 집필했다.
그는 파리 대학교에 철학과를 설립했다. 그의 학생으로는 다니엘 샤를과 루이 마랭이 있었다.
그는 또한 20년 이상 프랑스 미학회 회장을 역임했다.

## 저서
- Karl Jaspers et la philosophie de l'existence, 1947
- Phénoménologie de l'expérience esthétique, 1953; Eng. tr., The Phenomenology of Aesthetic Experience (1973)[3]
- La personnalité de base, 1953
- La Notion d'a priori, 1959; Engl. tr., The Notion of the A Priori (1966)[4]
- Jalons, 1966
- La philosophie du néopositivisme, 1967
- Pour l'homme, 1968
- (with Paul Ricœur) Karl Jaspers et la philosophie de l'existence (1974)
- Esthétique et philosophie (two volumes, 1976)[5]

## 더 읽어보기
- 로버트 매글리올라, "Part II, Chapter 3: Mikel Dufrenne," Phenomenology and Literature (Lafayette, Indiana: Purdue University Press, 1977; 1978), pp. 142–173 (이 영향력 있는 저작은 영어권 학계에 "현상학적 문학 이론 및 비평"의 공식화에 있어 뒤프렌의 역할을 설명했으며, 해석학적 철학을 위해 뒤프렌의 기념비적인 Phénoménologie de l'expérience esthétique의 각 장별 설명과 비평을 제공했다). 참조: Holdheim, W. Wolfgang (1979). 《The Lessons of Phenomenology》. 《Diacritics》 9. 30–41쪽. doi:10.2307/464782. JSTOR 464782.
- 장바티스트 뒤세르 및 아드넨 제데이 (ed.), Mikel Dufrenne et l'esthétique: entre phénoménologie et philosophie de la Nature, Rennes (France), Presses Universitaires de Rennes, 2016 (이 책은 뒤프렌 미학의 모든 측면을 다룬 최초의 에세이 모음집이다).